# Thelocactus bicolor
Thelocactus bicolor är en kaktusväxtart som först beskrevs av Henri Guillaume Galeotti och Louis Ludwig Karl Georg Pfeiffer, och fick sitt nu gällande namn av Nathaniel Lord Britton och Joseph Nelson Rose. Thelocactus bicolor ingår i släktet Thelocactus och familjen kaktusväxter.

## Underarter
Arten delas in i följande underarter:
- T. b. bicolor
- T. b. bolaensis
- T. b. flavidispinus
- T. b. heterochromus
- T. b. schwarzii

## Bildgalleri

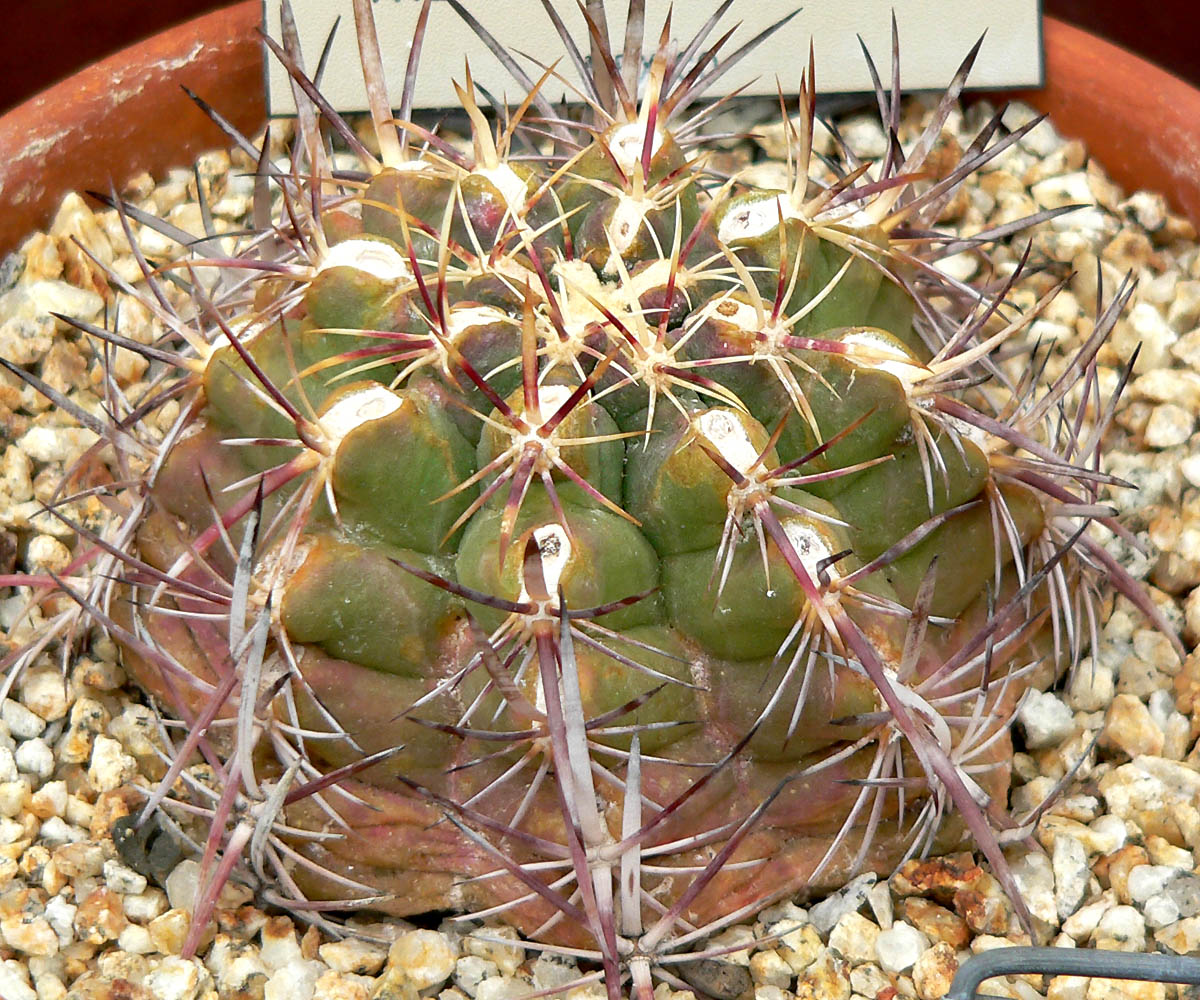